# Izba Poselska (Czechy)
Izba Poselska Parlamentu Republiki Czeskiej (cz. Poslanecká sněmovna Parlamentu České republiky, PSP ČR) – izba niższa czeskiego parlamentu. Tworzy ją 200 przedstawicieli wybieranych raz na 4 lata w wyborach powszechnych, systemem proporcjonalnym. Obecny skład Izby pochodzi z wyborów w 2021 roku.

## Siedziba
Siedziba czeskiej Izby Poselskiej mieści się w praskiej dzielnicy Malá Strana przy ulicach: Sněmovní oraz Thunovské. Główny budynek stanowi Pałac Thunovský, pochodzący z końca XVII wieku, który w l. 1779–1794 służył jako siedziba miejscowego teatru, a w 1801 roku został wykupiony przez czeską szlachtę, która urządziła w nim archiwum i kancelarię Komitetu Krajowego Królestwa Czeskiego. W 1861 roku po nadaniu Królestwu Czeskiego samorządu pałac został przebudowany na potrzeby Sejmu Krajowego. Między innymi dobudowano dwie kondygnacje oraz urządzono w nim salę plenarną, która po dziś dzień pełni swoją rolę. W 1918 roku w jego wnętrzach proklamowano niepodległą Czechosłowację, a następnie urzędowała w nim pierwsza konstytuanta nowo powstałej republiki. Obecnie w gmachu mieszczą się: sala plenarna, komisje parlamentarne, kancelaria i biura klubów poselskich. W skład zabudowań sejmowych wchodzą także sąsiednie budynki przy ulicy Thunovskiej.

## Historia

### Geneza
Początków czeskiego parlamentaryzmu należy dopatrywać się w połowie XIX wieku, co związane jest to z rozwojem takiej instytucji jaką był parlament. Czechy w tym czasie były częścią składową Cesarstwa Austriackiego, a mieszkańcy ziem tworzących dzisiejsze państwo czeskie wybierali swoich przedstawicieli do austriackiej Rady Państwa, dwuizbowego parlamentu działającego w latach 1861–1918.

### Czechosłowacja
Jednym ze skutków I wojny światowej było utworzenie niepodległej Czechosłowacji w 1918 roku. W tym czasie w Pradze obradowało jednoizbowe Zgromadzenie Konstytucyjne, które dwa lata później uchwaliło pierwszą konstytucję w dziejach tego państwa. Na jej mocy powstała Pierwsza Republika Czechosłowacka, która posiadała parlament bikameralny podobnie jak dzisiaj złożony z Izby Poselskiej (300 posłów) i Senatu (150 senatorów). Obie izby wybierane były w ordynacji proporcjonalnej na 6 lat – Izba Poselska i 8 lat – Senat. W latach 1938–1960 działał parlament jednoizbowy – Zgromadzenie Narodowe, liczące 300 deputowanych.
Od 1968 roku na podstawie konstytucyjnej ustawy o federalizacji Czechosłowacji został ponownie wprowadzony parlament dwuizbowy, zwany Zgromadzeniem Federalnym, w którego skład wchodziła Izba Ludu (150 posłów), której członkowie byli wybierani proporcjonalnie co do liczby ludności w poszczególnych republikach związkowych oraz Izby Narodów (150 posłów), do której 75 deputowanych wybierano w Czechach i 75 na Słowacji. Poza tym w obu częściach składowych działały parlamenty republikańskie – Rady Narodowe.

### Współczesność
Po likwidacji Czechosłowacji 31 grudnia 1992 roku, kompetencje parlamentu niezależnych od tej pory Czech przejęła Czeska Rada Narodowa, która została przemianowana na Izbę Poselską. Reaktywowano także Senat, do którego pierwsze wybory odbyły się w 1996 roku.

## Wybory
Izba Poselska jest wybierana co 4 lata według ordynacji proporcjonalnej w 14 okręgach wyborczych. W podziale mandatów uczestniczą te partie, które przekroczyły 5% próg wyborczy w skali całego kraju. Dla koalicji złożonych z dwóch, trzech lub więcej partii próg ten wynosi odpowiednio: 10, 15, 20%. Przyznawanie mandatów dokonywane jest za pomocą metody D’Hondta. Czynne prawo wyborcze przysługuje osobom, które są obywatelami Republiki Czeskiej i ukończyły w dniu wyborów 18 lat, zaś Kandydat do izby niższej czeskiego wynosi 21 lat.

## Kadencja
Kadencja Izby Poselskiej trwa 4 lata, nie może być ona rozwiązana na trzy miesiące przed jej upływem. Poza tym może być rozwiązana przez prezydenta, ale tylko w wypadkach określonych przez konstytucję. Należą do nich:
- wyrażenie dwa razy z rzędu wotum nieufności wobec nowo mianowanego przez prezydenta rządu, powołanego na wniosek przewodniczącego izby,
- niepodejmowanie przez trzy miesiące działalności legislacyjnej,
- niezwoływanie obrad przez okres dłuższy, niż jest to dopuszczalne (tj. 120 dni),
- brak kworum przez okres dłuższy niż 3 miesiące,
- samorozwiązanie izby przyjęte większością trzech piątych głosów wszystkich członków.

## Organy Izby Poselskiej

### Przewodniczący
Jest wybierany spośród członków Izby Poselskiej i zgodnie z Konstytucją Republiki Czeskiej jest trzecim najwyższym konstytucyjnym urzędnikiem w Republice Czeskiej. Do jego głównych zadań należy zarządzanie izbą i prowadzenie obrad, a także zarządza wspólnym posiedzeniu obu izb parlamentu. Reprezentuje także izbę na zewnątrz. Obecnie funkcję tę sprawuje Markéta Pekarová Adamová z TOP 09.
| L.p. | Imię i nazwisko          | Lata                                   | Partia |
| ---- | ------------------------ | -------------------------------------- | ------ |
| 1    | Milan Uhde               | 30 lipca 1992–27 lipca 1996            | ODS    |
| 2    | Miloš Zeman              | 27 lipca 1996–17 lipca 1998            | ČSSD   |
| 3    | Václav Klaus             | 17 lipca 1998–11 lipca 2002            | ODS    |
| 4    | Lubomír Zaorálek         | 11 lipca 2002–14 sierpnia 2006         | ČSSD   |
| 5    | Miloslav Vlček           | 14 sierpnia 2006–30 kwietnia 2010      | ČSSD   |
| *    | Miroslava Němcová        | 1 maja 2010–24 czerwca 2010            | ODS    |
| 6    | Miroslava Němcová        | 24 czerwca 2010–28 sierpnia 2013       | ODS    |
| 7    | Jan Hamáček              | 27 listopada 2013–22 listopada 2017    | ČSSD   |
| 8    | Radek Vondráček          | 22 listopada 2017–21 października 2021 | ANO    |
| 9    | Markéta Pekarová Adamová | od 10 listopada 2021                   | TOP 09 |

### Prezydium
W jego skład wchodzi przewodniczący oraz pierwszy zastępca przewodniczącego i pięcioro pozostałych zastępców. Obecnie funkcję wiceprzewodniczących piastują:
| I wiceprzewodnicząca | Věra Kovářová, STAN     | od 10 listopada 2021 |
| Wiceprzewodniczący   | Jan Bartošek, KDU-ČSL   | od 10 listopada 2021 |
| Wiceprzewodniczący   | Jan Skopeček, ODS       | od 10 listopada 2021 |
| Wiceprzewodniczący   | Olga Richterová, Piraci | od 10 listopada 2021 |
| Wiceprzewodniczący   | Karel Havlíček, ANO     | od 18 lutego 2022    |
| Wiceprzewodniczący   | Klára Dostálová, ANO    | od 16 listopada 2022 |

### Komitety, Komisje, Delegacje
Posłowie pracują w komisjach, komitetach i delegacjach, których celem jest rozpatrywanie i przygotowywanie spraw stanowiących przedmiot prac parlamentu, wyrażanie opinii w sprawach przekazanych pod ich obrady przez izbę, przewodniczącego izby lub prezydium izby, kontrola w zakresie określonym konstytucją i ustawą.
Komitety:
- Komitet Ekonomiczny
- Komitet Rewizyjna

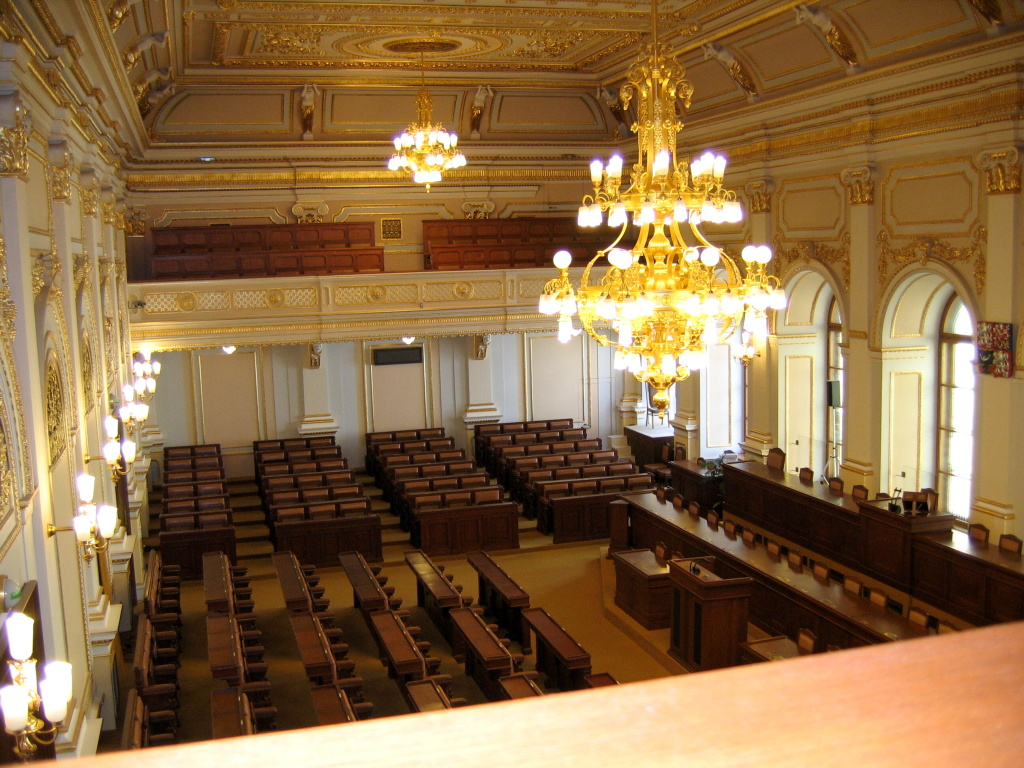
Sala plenarna Izby Poselskiej

- Komitet ds. Mandatów Poselskich i Przywilejów parlamentarnych
- Komitet Organizacyjna
- Komitet ds. Petycji
- Komitet Budżetowy
- Komitet Prawny i Konstytucyjny
- Komitet Wyborczy
- Komitet ds. Europejskich
- Komitet ds. Obrony i Bezpieczeństwa
- Komitet Polityki Społecznej
- Komitet ds. Administracji Publicznej i Rozwoju Regionalnego
- Komitet Nauki, Edukacji, Kultury, Młodzieży i Sportu
- Komitet ds. Zdrowia
- Komisja Ochrony Środowiska Naturalnego
- Komitet Spraw Zagranicznych
- Komitet Rolnictwa

Komisje
- Stała Komisja ds. kontroli działalności Informacyjnej Służby Bezpieczeństwa
- Stała Komisja ds. Kontroli Narodowego Urzędu Bezpieczeństwa
- Stała Komisja ds. kontroli działalności wywiadu wojskowego
- Stała Komisja do kontroli stosowania podsłuchów i nagrań telekomunikacji i nadzoru stosowania osób i rzeczy, które zakłócają funkcjonowanie łączności elektronicznej oraz kontroli działalności Inspekcji Policji
- Stała Komisja ds Kancelarii Izby Poselskiej
- Stała Komisja ds. Rodziny i Równych Szans
- Komisja Wyborcza

Delegacje
- Stała Delegacja do Unii Międzyparlamentarnej
- Stała Delegacja do Zgromadzenia Parlamentarnego NATO
- Stała Delegacja do Zgromadzenia Parlamentarnego Organizacji Bezpieczeństwa i Współpracy w Europie
- Stała Delegacja do Zgromadzenia Parlamentarnego Rady Europy
- Stała Delegacja do Zgromadzenia Unii Zachodnioeuropejskiej
- Stała Delegacja do Inicjatywy Środkowoeuropejskiej

## Funkcje
Główną funkcją Izby Poselskiej jest uchwalanie ustaw obowiązujących na terytorium Republiki Czeskiej i zatwierdzanie ważnych umów międzynarodowych, dotyczące podstawowych praw człowieka i wolności, umów politycznych i gospodarczych o charakterze ogólnym. Ponadto podejmuje decyzje w sprawach najwyższej rangi – ogłoszenie stanu wojennego, zgoda na pobyt obcych wojsk na terenie kraju.
Izba jest w stanie podejmować uchwały w obecności co najmniej 1/3 liczby swych członków. Do przyjęcia uchwały izby wymagana jest zgoda bezwzględnej większości obecnych posłów. Do przyjęcia ustawy konstytucyjnej i do zatwierdzenia umowy międzynarodowej wymagana jest zgoda 60% wszystkich obecnych posłów.

### Proces legislacyjny
Projekty ustaw są przedkładane Izbie Poselskiej. Projekt ustawy może zgłosić poseł, grupa posłów, Senat, rząd lub przedstawicielstwo samorządowej jednostki terytorialnej wyższego stopnia. Projekt ustawy, na który Izba Poselska wyraziła zgodę, jest niezwłocznie przekazywany do Senatu, który może ustawę zatwierdzić, odrzucić lub zwrócić Izbie Poselskiej z poprawkami. Jeśli zostanie przyjęty przez obie izby trafia do Prezydenta, który może ją skierować do Sądu Konstytucyjnego.

## Skład Izby Poselskiej
Kompozycja polityczna Izby Poselskiej po wyborach w 2021 roku:
|        |                                   |         |     |  |  |  |
| Partia | Partia                            | Miejsca | +/– |  |  |  |
|        | ANO 2011                          | 72      | –6  |  |  |  |
|        | Obywatelska Partia Demokratyczna  | 34      | +9  |  |  |  |
|        | Burmistrzowie i Niezależni        | 33      | +27 |  |  |  |
|        | KDU-ČSL                           | 23      | +13 |  |  |  |
|        | Wolność i Demokracja Bezpośrednia | 20      | –2  |  |  |  |
|        | TOP 09                            | 14      | +7  |  |  |  |
|        | Czeska Partia Piratów             | 4       | –18 |  |  |  |